# Harttia longipinna
Harttia longipinna är en fiskart som beskrevs av Langeani, Oyakawa och Montoya-burgos 2001. Harttia longipinna ingår i släktet Harttia och familjen Loricariidae. IUCN kategoriserar arten globalt som livskraftig. Inga underarter finns listade i Catalogue of Life.